# Prioniturus waterstradti
El lorito-momoto de Mindanao (Prioniturus waterstradti) es una especie de ave psitaciforme de la familia Psittaculidae endémica de Filipinas.

## Descripción
Mide alrededor de 27 centímetros de largo. Su plumaje es principalmente verde, con tonos parduzcos en la espalda y amarillentos en las partes inferiores. Presentan la zona de la frente y el lorum de color azul claro. Las dos plumas centrales de su cola son muy largas, y consisten un filamento pelado terminado en un mechón negro a modo de raquetas, que sobresalen del resto de la cola. Las plumas laterales de la cola tienen la punta negra. Su pico es gris. Los jóvenes no tienen raquetas en la cola.

## Distribución y hábitat
Se encuentra únicamente en la isla de Mindanao. Su hábitat natural son los bosques húmedos tropicales montanos. Su población es cada vez más escasa debido a la pérdida de hábitat.